# اچ‌ام‌اس یونیکورن (آی۷۲)
اچ‌ام‌اس یونیکورن (آی۷۲) (به انگلیسی: HMS Unicorn (I72)) یک کشتی بود که طول آن ۶۴۰ فوت (۱۹۵٫۱ متر) بود. این کشتی در سال ۱۹۴۱ ساخته شد.